# Богун, Григорий Михайлович
Григорий Михайлович Богун (1913—1996) — генерал-майор Советской Армии, участник боёв на Халхин-Голе.

## Биография
Григорий Богун родился 4 марта 1913 года в селе Каменское (ныне — город Каменское Днепропетровской области Украины). Окончил среднюю школу, затем два курса горного института. 

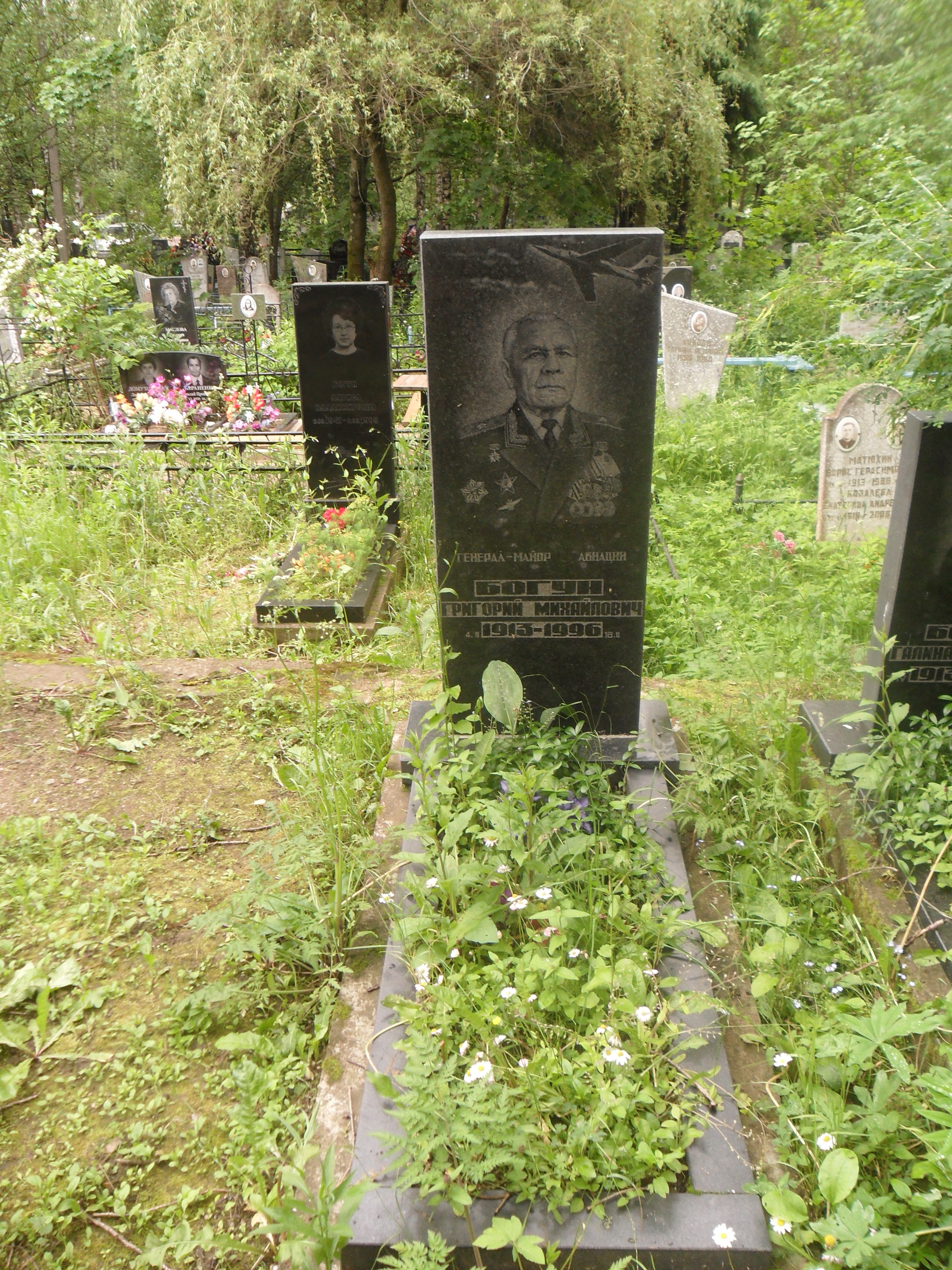
Могила Богуна на Новом кладбище Смоленска

В 1936 году был призван на службу в Рабоче-крестьянскую Красную Армию. В 1937 году окончил Ворошиловградскую военную авиационную школу лётчиков. Проходил службу в Дальневосточном военном округе. В 1939 году принимал участие в боях на реке Халхин-Гол, за боевые заслуги в которых был награждён медалью «За отвагу» и орденом Полярной Звезды Монгольской Народной Республики.
После завершения боёв Богун продолжил службу на территории Монгольской Народной Республики, был помощником командира авиационной эскадрильи. Неоднократно подавал рапорты с просьбой отправить его на фронт Великой Отечественной войны, однако командование их не удовлетворило. В годы войны находился на различных командных должностях, прошёл путь от командира эскадрильи до начальника штаба полка. В марте 1945 года Богун был направлен на учёбу в Военно-воздушную академию в Московской области. Участник Парада Победы. Окончив академию, командовал 170-м гвардейским бомбардировочным авиационным полком, затем был заместителем командира, командиром авиадивизии военно-воздушных сил Балтийского флота в Латвийской Советской Социалистической Республике. В 1970 году в звании генерал-майора Богун был уволен в запас.
После увольнения в запас проживал в Смоленске, преподавал на военной кафедре Смоленского филиала Московского энергетического института, занимался общественной деятельностью.
Григорий Михайлович Богун умер 18 февраля 1996 года, похоронен на Новом кладбище Смоленска у дороги, которая идёт направо от аллеи Почёта.